# Hambrar
Hambrar är ett naturreservat i Ala socken i Region Gotland på Gotland.
Området är naturskyddat sedan 2013 och är 48 hektar stort. Reservatet består av gammal barrskog, sumpskog och våtmark. 